# Décès en avril 1962
Décès
- 1958
- 1959
- 1960
- 1961
- 1962
- 1963
- 1964
- 1965
- 1966

Pour une information complémentaire, voir la page d'aide.

| Date     | Nom           | Pays                | Activités          | Âge | Source |
| -------- | ------------- | ------------------- | ------------------ | --- | ------ |
| 12 avril | Nils Hellsten | Drapeau de la Suède | Escrimeur suédois. | 76  |        |